# Purwosari (Tlogowungu)
Purwosari is een bestuurslaag in het regentschap Pati van de provincie Midden-Java, Indonesië. Purwosari telt 3183 inwoners (volkstelling 2010).